# Happy Dog
Happy Dog, est une émission de divertissement tous publics qui traite des difficultés de comportement du chien. Le programme en 2 saisons, est diffusé en France du 14 juin 2014 au 12 septembre 2015 sur la chaîne de télévision M6. En 2016, l'émission est brièvement diffusée en Belgique sur RTL-TVI, dans un ordre différent de la programmation française.

## Origines
Le format est adapté de l'émission italienne Cambio Cane, diffusée par la chaîne Fox Life Italia du 30 novembre 2012 à février 2013. Cambio Cane est présenté par Angelo Vaira, personnalité italienne du monde canin. Le programme compte 1 saison de 10 épisodes de 45 min.

## Synopsis
Présentée par le vétérinaire et comportementaliste Thierry Bedossa, l'émission traite des troubles comportementaux des chiens. Deux familles échangent leurs animaux pour une semaine afin de les sortir de leur environnement habituel. 
Pendant le temps de cette immersion dans une famille inconnue, les propriétaires de chiens reçoivent les conseils d'éducation canine du docteur Bedossa. Au terme de ce délai, les chiens rejoignent leurs familles d'origine.

## Diffusion

### France (M6)

#### Saison 1 (2014)
- Épisode 1 : 14 juin 2014 à 17h20 : Ice & Elium : 830 000 télespectateurs. 8,6% de parts de marché[1],[Notes 1]
- Épisode 2 : 21 juin 2014 à 17h30 : Kado & Bugatti
- Épisode 3 : 28 juin 2014 à 17h30 : Max & Zorro : 692 000 téléspectateurs. 6,1% de pdm
- Épisode 4 : 5 juillet 2014 à 17h30 : Crésus & Balou : 650 000 téléspectateurs. 5,5 % de pdm

#### Saison 2 (2015)
- Épisode 5 : 1er août 2015 à 17h40 : Getro & Isos : 646 000 téléspectateurs. 7,6 % de pdm
- Épisode 6 : 8 août 2015 à 17h40 : Jim & Canis
- Épisode 7 : 15 août 2015 à 17h40 : Laiko & Hifi : 722 000 téléspectateurs. 7,4 % de pdm
- Épisode 8 : 22 août 2015 à 17h40 : Aila & Isite : 463 000 téléspectateurs. 5,4 % de pdm
- Épisode 9 : 29 août 2015 à 17h30 : Hicky & Flash
- Épisode 10 : 5 septembre 2015 à 17h45 : Charly & Marley
- Épisode 11 : 12 septembre 2015 à 17h40 : Hannya & Scofield

### Belgique (RTL-TVI)
- 29 mai 2016 à 18h00 : Max & Zorro (épisode 3 saison 1)
- 5 juin 2016 à 18h00 : Ice & Elium (épisode 1 saison 1)
- 12 juin 2016 à 18h00 : Kado & Bugatti (épisode 2 saison 1)
- 19 juin 2016 à 18h00 : Crésus & Balou (épisode 4 saison 1)
- 26 juin 2016 à 18h00 : Charly et Marley (épisode 10 saison 2)
- 3 juillet 2016 à 18h00 : Laiko & Hifi (épisode 7 saison 2)
- 10 juillet 2016 à 18h00 : Aila & Isite (épisode 8 saison 2)
- 17 juillet 2016 à 18h00 : Getro & Isos (épisode 5 saison 2)
- 24 juillet 2016 à 18h00 : Dana & Havannah  (épisode inédit)
- 31 juillet 2016 à 18h00 : Hannya & Scofield (épisode 11 saison 2)